# تودا النافارية
تودا أثناريز والتي تعرفها المصادر العربية باسم طوطة بنت شنير (885 تقريبًا – بعد 970)، هي قرينة سانشو الأول ملك نافارا الذي حكم مملكة نافارا بين عامي 905–925، والوصية على العرش بين عامي 931–934. وبعد ذلك حكمت جزء من المملكة بمفردها.
تودا ابنة أثنار سانشيز لورد لارون، حفيد غارسيا إنيغيز ملك نافارا، وأمها أونيكا فرتونيز ابنة فرتون غارسيز ملك نافارا، وشقيقتها سانشا أثناريز زوجة خيمينو غارسيز شقيق زوجها ووصي عرش ابنها، وهي أيضًا عمة الخليفة عبد الرحمن الناصر من زواج أمها الأول من الأمير عبد الله بن محمد بن عبد الرحمن.
بعد وفاة الملك خيمينو عام 931، أصبحت الوصية على عرش ابنها الصغير غارسيا. وفي عام 934، وقعت تودا معاهدة سلام مع عبد الرحمن الناصر, وأقر الخليفة ابنها على ملكه. إلا أنها خرقت المعاهدة في عام 937، فوجه الناصر حملة لمعاقبتها. وبحلول عام 958، أصبحت تودا حاكمة فعلية لمناطق ديجيو وليذارا.
في العام نفسه، اهتمت بصحة حفيدها سانشو الأول ملك ليون، التي أدت سمنته المفرطة لخلعه عن العرش. طلب تودا المساعدة من عبد الرحمن الناصر الذي أمدها بالأطباء، حيث أرسل لها طبيبه اليهودي حسداي بن شفروط، الذي وعد بعلاج سانشو بشرط أن تزور تودا قرطبة. لذا، زارت تودا وابنها غارسيا سانشيز الأول ملك نافارا، وحفيدها سانشو الأول ملك ليون المخلوع وعدد من النبلاء ورجال الكنيسة قرطبة، حيث استقبلوا بحفاوة بالغة وسط أبهة عظيمة. وتعد تلك الزيارة من الأحداث الدبلوماسية الهامة في تاريخ القرون الوسطى. بعد ذلك استطاع ابن شفروط علاج سانشو بنجاح.
كانت تودا ماهرة من الناحية الدبلوماسية، واستطاعت ترتيب زيجات ملكية لبناتها في الأسر الملكية والنبيلة المسيحية في شبه جزيرة أيبيريا.